# 比克塔瓦
比克塔瓦（Biketawa）是構成吉里巴斯的塔拉瓦環礁之二十四個小島之一。吉里巴斯的首都南塔拉瓦位於塔拉瓦環礁。
2000年關於太平洋地區安全的比克塔瓦宣言以比克塔瓦命名。 